# Epitausa coppryi
Epitausa coppryi är en fjärilsart som beskrevs av Achille Guenée 1852. Epitausa coppryi ingår i släktet Epitausa och familjen nattflyn. Inga underarter finns listade i Catalogue of Life.